# ダステック
株式会社ダステック（Disease Adsorption System Technologies Co., Ltd）は、石川県金沢市粟崎町に本社を置く原料メーカーである。主な事業は、「純炭粉末」という名称の食用炭の製造・販売である。キレートの研究開発も行っている。

## 概要
金沢医科大学腎臓内科の友杉直久が、2006年に創業した株式会社エムシープロット・バイオテクノロジーを母体とする。同社の吸着剤開発部門がスピンアウトするかたちで、2009年に創業した。創業者は、中外製薬で腎性貧血治療薬（商品名エポジン・一般名称エポエチンベータ）の研究開発に従事した樋口正人である。
社名「ダステック：DASTec」の由来は、「Disease（ディズィーズ：病気の原因を）、Adsorption（アドソープション：吸着する）、System（システム：方法）Technology（テクノロジー：技術を開発する）」の頭文字。
命名者は、前田記念腎研究所の初代理事長をつとめた前田貞亮（まえだていりょう 1922年 - 2015年）である。

## 沿革
- 2009年（平成21年）
  - 5月 - 学校法人金沢医科大発の企業、株式会社エムシープロット・バイオテクノロジーの吸着剤開発部門がスピンアウトし、株式会社ダステックを設立[11]。
  - 8月 - 結晶セルロースを使用したダイエタリーカーボン「純炭」製造をスタート[11]。
  - 12月 - 経口投与の急性毒性試験および変異性試験における、「純炭粉末」の安全性を確認[11]。
- 2010年（平成22年）
  - 3月 - 新規の吸着炭「純炭粉末」に関する特許を出願[11]。
  - 4月 - 医療機器メーカーと新規吸着素材に関する共同研究の契約を締結[11]。
  - 5月 - 国立大学法人旭川医科大学内科学講座と生体不安定鉄除去法に関する共同研究の契約を締結[11]。
  - 6月 - 28日間反復投与毒性試験における「純炭粉末」の安全性を確認[11]。
- 2011年（平成23年）
  - 1月 - 新規の鉄キレート剤を旭川医科大学と共同特許出願[11]。
  - 11月 -「ダイエタリーカーボン」の登録商標を取得[11]。
  - 12月 - ダステックの自社ブランド健康食品「食べる純炭きよら」の発売をスタート[11]。通販サイト「純炭粉末公式専門店」をスタート[3]。
- 2012年（平成24年）
  - 1月 - 学校法人金沢医科大学と吸着素材の共同研究契約を締結[11]。
  - 5月 -「食べる純炭」の登録商標を取得[11]。
- 2013年（平成25年）10月 - 国立大学法人岡山大学大学院医歯薬学総合研究科と、新規鉄キレートの臨床応用に関する共同研究契約を締結[11]。
- 2014年（平成26年）
  - 1月 -「純炭粉末」製造用の電気炉を増設[11]。
  - 9月 - 新規の鉄キレート剤を株式会社ダステックの単独で特許出願[11]。
- 2015年（平成27年）
  - 3月 - 辻口博啓パティシエがお菓子の食材として「純炭粉末」を採用[11][12][13]。
  - 5月 - 吸着炭の米国特許を取得（US 9,034,789）[11]。
  - 6月 - 吸着炭および吸着剤の特許を取得（特許第5765649号）[11]。
  - 7月 - ダステック主催の「AGE無料測定会」をスタート。おもな会場は東京・金沢[14]。
  - 4月21日～22日 -「健康材料・OEM展2015」に出展。会場は東京国際フォーラム[15]。
- 2016年（平成28年）
  - 3月 - 高分子鉄キレートの特許を取得（特許第5900968号）[11]。
  - 9月30日 - ダステックブックスを刊行。『読むデトックスVol.1 透析を受けずに人生を楽しむ3つの方法』（語り：佐中孜・樋口正人）[16]。
- 2017年（平成29年）
  - 9月11日～13日 -「ダイエット＆ビューティーフェア2017」に出展。会場は東京ビッグサイト[8][17]。
  - 11月8日 -「第12回しんきんビジネネスフェア 北陸ビジネス街道2017」に出展。会場は富山産業展示館テクノホール[18]。
- 2018年（平成30年）
  - 糖尿病領域のオンライン投稿誌Diabetes Frontier Onlineなどに論文が掲載される[19][20][21]。
  - 3月 - ダステックに関する記事が日本経済新聞に掲載される[22]。
- 2019年（平成31年・令和元年） -『読むデトックスVol.2 酸化を防いで糖化を防ぐ3つのアプローチ 基礎編』（語り：山岸昌一・樋口正人）、『読むデトックスVol.3 酸化を防いで糖化を防ぐ3つのアプローチ 応用編』（語り：山岸昌一・樋口正人）を刊行[16]。
- 2020年（令和2年） -『読むデトックスVol.1 透析を受けずに人生を楽しむ3つの方法』（語り：佐中孜・樋口正人）が第二刷[16]。
- 2021年（令和3年）
  - 公益財団法人国際緑化推進センター（JIFPRO）の賛助会員となる[23][24]。
  - 発売10周年を機に「食べる純炭きよら」のパッケージをリニューアル。プラスチックの「Reduce（リデュース：削減）」に取り組む[24]。
- 2023年（令和5年）
  - 2月13日 -「クリーン・ビーチいしかわ」実行委員会のあるエフエム石川を訪問し、同活動に寄付[25][26]。
  - 5月28日 -「クリーンビーチいしかわinかなざわ」で海岸清掃活動に参加。会場は、金沢市の健民海浜公園周辺のビーチ[27]。

## 特許
- 2015年（平成27年）5月 - 吸着炭の米国特許を取得（US 9,034,789）[11]。
- 2015年（平成27年）6月 - 吸着炭および吸着剤の特許を取得（特許第5765649号）[11][28]。
- 2016年（平成28年）3月 - 高分子鉄キレートの特許を取得（特許第5900968号）[11]。

## 論文
- 2018年（平成30年） - 糖尿病領域のオンライン投稿誌Diabetes Frontier Onlineなどに論文が掲載される。
「高純度セルロース炭（ダイエタリーカーボン®純炭粉末）は、グリセルアルデヒドに由来する終末糖化産物（AGE）を吸着する[19][20][21]。
- 2018年（平成30年） - 日本経済新聞に岡山大学との共同研究成果について発表[22]。